# Eduardo García León
Eduardo García León, també conegut com a Edu García (Sevilla, 13 de juliol de 1969) és un exfutbolista i entrenador andalús. És germà dels també futbolistes Moisés i Gerardo García León.

## Trajectòria
Va començar a destacar al CA Osasuna, amb qui debuta a primera divisió a la campanya 88/89. Durant quatre anys apareixeria esporàdicament a l'equip navarrés, fins que a l'estiu de 1992 marxa al Racing de Santander. Els càntabres estaven a Segona Divisió i Edu García va ser un dels jugadors més importants amb 34 partits. El Racing puja a la màxima categoria, però el sevillà no té massa continuïtat i tan sols disputa 8 partits de la temporada 93/94.
Entre 1994 i 1999 va romandre en equips de Segona B, com el Granada CF, i per la temporada 99/00 retorna a la categoria d'argent amb l'Elx CF, amb qui marcaris sis gols en 34 partits. A l'any següent recala a l'Albacete Balompié, on passaria una temporada abans d'anar-se'n a l'Hèrcules CF.
Després de la seua retirada, exerciria com a tècnic per al CD Logroñés.